# ميكيو ماناكا
ميكيو ماناكا (باليابانية: 眞中 幹夫) (22 مايو 1969 في إيباراكي في اليابان – )؛ هو لاعب كرة قدم ياباني سابق كان يلعب كمدافع.

## وصلات خارجية
- ميكيو ماناكا على موقع رابطة كرة القدم اليابانية للمحترفين (اليابانية)
- ميكيو ماناكا على موقع عالم كرة القدم.نت (الإنجليزية)